# Protothüész szkíta király
Protothüész (Προτοθυης) (i. e. kb. 676–645.) a királyi szkíták egyik csoportjának fejedelme volt, az asszírok és a szkíták szövetsége által leigázott madaiak hűbérura. Őt fia, Madüész (Μαδύης) követte Média trónján.

## A szkíták uralma Médiában
Assur-ah-iddína, asszír király uralkodásának kezdetén a médek Khsathrita (Kaštariti) vezetésével – szövetségben a mannaiakkal és a kimmerekkel – fellázadtak, és Asszíria ellen szervezkedtek. Később, i. e. 678. táján, az Elő-Ázsiában kalandozó királyi szkíták egy csoportja is csatlakozott a lázadókhoz.
A szkíták első ízben i. e. 676. táján bukkantak fel asszír híradásokban. A tudósítások aškuza vagy iškuza stb. néven említik őket. Az asszírok ez időben összecsaptak mannaiak és szkíták egyesített hadaival a Van-tótól délre. A szkíták nagyura, Išpakai (görög forrásokban Aszpakosz: Ασπακος) elesett az ütközetben (i. e. kb. 675.). Bartatua (Partatua) – görög hallás szerint Protothüész – követte őt a fejedelmek sorában.
Assur-ah-iddína kőhasábra vésett nyilatkozata ekképpen írja le a mannaiak és szkíták elleni csatát:
„Szétszórtam Mannai népét, a hitványat, az engedetlent, és csapataikat (és) az Ašguzai Išpakait, a szövetségest, aki nem mentette meg őket, karddal levágtam.”
Protothüész, a pártütő magára hagyta a lázadókat, beházasodott Assur-ah-iddína családjába (i. e. kb. 676.), és ily módon Asszíria hűbéres szövetségese lett. Az egyezséget asszír feljegyzések valószínűsítik, pl. tervezett házasság egy asszír királyleány, Šerna-etert és Bartatua, Iškuza ország királya között.
Bartatua, Iškuza ország királya – az akkád szövegben „LUGAL šá KUR.Iš-ku-za” –, küldötteinek közbenjárásával, Assur-ah-iddína egyik leányát kérte feleségül. Szövetséget kívánt kötni az asszírok királyával, ki ezért Šamaš – a Nap istensége, az igazság és a jóslatok ura – papjainak jóslatát kérte a szkíták fejedelmének megbízhatóságával kapcsolatban.
„Šamaš, nagyúr, adj nekem határozottan biztató választ arra, mit tőled kérdezek!Bartatua, Iškuza ország királya, ki most elküldte hírnökeit Assur-ah-iddínához, Asszíria királyához, egy királyleánnyal kötendő házasság ügyében [–]ha Assur-ah-iddína, [Asszíria] királya királyleányt ad neki feleségül, Bartatua, Iškuza ország királya a béke jóhiszemű és igaz szavaival szól [Assur-ah-iddínához, Asszíria királyához]?Megtartja majd [Assur-ah-iddínának, Asszíria királyának] megállapodását? Cselekszi majd, [mi csak] Assur-ah-iddínának, Asszíria királyának tetszik?”
Az i. e. 672. év táján a médek, mannaiak és kimmerek szövetsége elszakította Mannait és Médiát Asszíriától. A lázadók szövetsége a sikeres vállalkozást követően hamarosan felbomlott, a mannaiak és a kimmerek elpártoltak a médektől.
Az asszírok és a szkíták szövetsége az i. e. 653–652. évben úrrá lett a méd felkelőkön, s az asszírok Média és Mannai irányítását szkíta hűbéresükre bízták. A szkíták a médek által lakott területek nagyobb részét ellenőrizték. A Zagrosz vidékén, nagyjából a mai Kurdisztán és Kermánsáh tartományban uralkodtak. E vidék, az asszír birtokok – ma kurdok, a médek örökösei által lakott terület – görögös neve volt Szüromedia (Συρομεδια). Az innen származó madai népet illették görögösen szauromatai, latinosan sarmatae névvel.
Protothüész i. e. 645. táján halt meg. Követte őt Média trónján fia, Madüész. Tőle, illetve a szkítáktól a hatalmat Uvakhsatra, a médek királya vette át az i. e. 625. évben.
Lásd még: Szkíták a Kaukázuson túl.

## Protothüész kincsei
Az 1947. évben, az Urmia-tótól délkeletre, Saqqez város környékén (Ziwiye), egy i. e. 7. századi erődítmény romjai között a helybéliek különböző tárgyakat leltek. Többségüket eltulajdonították, s azután eladták. Roman Ghirshman, amerikai régész két évvel később összegyűjtötte a szóban forgó leletegyüttest, majd ásatni kezdett a lelőhelyen, s talált még további 341 tárgyat. A leletek első leírója, André Godard szerint mannaiak készítményeiről van szó. A tárgyak – ékszerek, fegyverek, ivókürtök, egy ezüst tál töredéke stb. – asszír, urartui és szkíta jellegzetességeket mutatnak. A kutatók egyike-másika szerint a ziwiyei leletegyüttes összerabolt, különböző eredetű tárgyakból álló kincslelet, Bakay Kornél véleménye szerint azonban egy szkíta királysír mellékletéről van szó.
Harmatta János az említett ezüst tál töredékének feliratáról – hieroglif írás: 33 luvi és 15 hettita jel – értekezik. A felirat átirata és (félig-meddig hihető) fordítása alább következik.
Betű szerinti átirat: patinasana tapa wasnam XL waswaski XXX arstim shkarkar (HA) harsta lugal. partita tawa kisaa kurupati quwaa. ipasam
Harmatta módosított átirata: patinasana tapa vasnam 40 vasaka 30 arzatam shikar. uta harsta khshayal. partitava khshaya dahyuupati khva ipashyam
Harmatta fordítása: Kiszállított étel. Érték: 40 borjú 30 ezüst sekel. És bemutatták a királynak. Partitavas király, a földtulajdon urai.
Nagy hírre emelkedett iranistánk az eredeti Partita címet Partitavas alakra gyúrta. Talán azért, mert utóbbi jobban hasonlít a görögök hallásához igazított, görög névszói toldalékkal (-ης) ellátott Protothü(ész) névalakhoz. (Protosz: προτος a görögben első jelentéssel bír.)
Harmatta e nyúlfarknyi, mindössze 48 jelből álló szövegről kijelenti: „Nyilvánvaló, hogy ezen felirat Partatua – görög forrásokban Protothyes –, szkíta király, Mannai földjének birtokosa udvarában vagy hivatalában készült asszír közigazgatási szövegek egyik feljegyzését képviseli az i. e. 7. században.”
Harmatta végül megállapítja, hogy a Ranghaya–Mitanni–Média–Kurdisztán vidéki szkíták rendszeresítették a kis-ázsiai luvi és hettita írást saját óiráni nyelvük szavainak lejegyzésére.

## Protothüész nevének magyarázata
A szóban forgó szkíta fejedelem nevének lebetűzése asszír ékiratos táblákon Bartatua vagy Partatua. A Saqqez mellett megtalált ezüst tál töredékének feliratán Partita, a görögök hallása szerint pedig Protothüész (Προτοθυης).
Szergej Kullanda az említett nagyúr nevét az avesztai paradata (élre, első helyre állított) kifejezéssel kapcsolja össze.
Igor Mihajlovics Gyjakonov az avesztai Pərət-tavah (hadakozó) kifejezés mellett tör lándzsát.
Schmitt szerint a név vagy az óiráni *pṛθu-tavah- (az alanyeset jelölése *-tavā), vagy a szintén óiráni *pṛθu-tuvant- (az alanyeset jelölése *-tuvā) kifejezésből vezethető le. A feltételezett (csillaggal jelölt) szavak jelentése a szerző szerint: messze ható erővel [bíró], illetve messzemenően erős. Schmitt a feltételezett szavakkal kapcsolatban az avesztai pərəθu- (széles, tág) és a -tauuah- (erő, hatalom), illetve a parthiai tuuaṇt- ([valamire] alkalmas, képes) kifejezésre hivatkozik.

## További ismertetők
- Eduljee, K. E. (2005–2017): Ranghaya, Rangha. Western Aryan Lands Sixteenth Vendidad, Avesta Nation. Zoroastrian Heritage.
- Eduljee, K. E. (2015): Kurdish Origins & the Saka Claim. Pt. 2 - Inscriptions at Saqqez, Kurdistan (Iran). Zoroastrian Heritage.